# Manuel Rojas
Pour les articles homonymes, voir Rojas.
Ne doit pas être confondu avec Manuel Rojas (footballeur chilien).
Manuel Rojas (Buenos Aires, 8 janvier 1896 - Santiago, 11 mars 1973) est un écrivain chilien.

## Biographie
Le 8 janvier 1896 naquit Manuel Rojas dans la ville de Buenos Aires, en Argentine.
Dès son enfance, il est attiré par la littérature, en publiant dans des journaux les  nouvelles, "Las Últimas Noticias" et "El Tiempo" sous le pseudonyme de Pedro Norte, et il réalise aussi des critiques littéraires à la "Noticias de Última Hora".
Son talent l'amène à participer à d'importants concours argentins avec ses contes "Laguna" et "El Hombre de Ojos Azules".
En 1929 la Universidad de Concepción  lui donne le premio Atene], et la Universidad de Chile le premio Marcial Martínez.
En 1957 il reçoit le Prix national de Littérature, et en  1958 le premio Mauricio Fabry, de la Cámara Chilena del Libro.
Il meurt en 1973.